# Handelspsychologie
Handelspsychologie ist die Wissenschaft vom menschlichen Verhalten und Erleben im Handel und den zugrunde liegenden Beweggründen. Sie gehört als Teil der Marktpsychologie zur Wirtschaftspsychologie.

## Bereiche und Ziele
Im Kern verfolgt die Handelspsychologie das Ziel, sämtliche Entscheidungen des Handelsmanagements unter psychologischen Aspekten zu untersuchen, abzusichern und zu kontrollieren. Sie will zum einen vorhandene konkrete Entscheidungshilfen bereitstellen, zum anderen das Bewusstsein für innovatives psychologisch orientiertes Vorgehen schärfen.
Vor allem im stationären Handel erfasst sie sowohl psychostrategische, d. h. vorwiegend grundlegende, langfristige Entscheidungen als auch psychotaktische, d. h. vorwiegend operative, kurzfristige Entscheidungen der Handelsbetriebsführung. Zu den typisch psychostrategischen Entscheidungsfeldern zählen z. B. die Wahl der Firma, der Betriebsform, der Betriebsgröße, des betrieblichen und des innerbetrieblichen Standorts, Entscheidungen über Organisation, Einrichtung und Verkaufsform sowie Personal- und Imagepolitik. Zu den typisch psychotaktischen Entscheidungsfeldern zählen z. B. Beschaffungs-, Sortiments-, Ladengestaltungs-, Präsentations-, Platzierungs-, Preis-, Service- und Kommunikationspolitik sowie Arbeitsgestaltungspolitik. Wie breit das Spektrum psychologischer Maßnahmen ist, zeigt sich schon im Kontakt mit dem Kunden. Nicht nur ist seine Einstimmung zur Kaufbereitschaft vor und während des Kaufs, sondern auch seine informatorische Betreuung nach dem Kauf möglich, beispielsweise durch angenehme, sachliche Ladenatmosphäre und Gelegenheit zum ungestörten Überblick über das Sortiment, durch ruhige Beratungsgespräche oder durch Dankschreiben oder individuelle schriftliche Zusatzangebote. Als Beispiel für Nachkauf-Psychologie kann auch die beim Vertragsabschluss angekündigte „Zufriedenheitsgarantie“ von Brille-Fielmann gerechnet werden.
Zunehmend gewinnen psychostrategische und -taktische Entscheidungen auch im elektronischen Handel an Bedeutung.
Trotz ihres Rückgriffs auf das Methodenarsenal der Psychologie (z. B. Behaviorismus, Kognitivismus und Psychoanalyse) und wegen ihrer dominierenden ökonomischen Fragestellungen versteht sich die Handelspsychologie jedoch nicht als Zweiglehre der Psychologie, sondern – wie das Handelsmarketing – als Zweiglehre der Handelsbetriebslehre. Sie kann unterteilt werden in 
- Theoretische Handelspsychologie (Forschung und Lehre mit Fragestellungen der Handelstheorie),
- Angewandte Handelspsychologie (Forschung und Lehre mit Fragestellungen aus den Anwendungsfeldern des Handelsmanagements) und
- Praktische Handelspsychologie (Diagnose und Therapie mit Fragestellungen aus konkreten Entscheidungssituationen des Handelsmanagements, insbesondere des Handelsmarketings).

Indem die Handelspsychologie die Optimierung der Managementlösungen anstrebt, vermittelt sie den Handelspraktikern Anregungen im Einzelfall, etwa für den optimalen Einsatz von optischen, akustischen, olfaktorischen, haptischen oder sensorischen Reizen, für eine überzeugende Ladengestaltung und Warenpräsentation oder für eine Verbesserung der Mitarbeitermotivation, aber auch für das Erkennen und Mindern von Phobien der Kunden in der Einkaufssituation (Resilienz-Management). Generell schärft sie das Bewusstsein für verhaltensorientierte Handelsbetriebsführung. Gleichzeitig hilft das handelspsychologische Wissen auch den Kunden dabei, sich gegen subliminale Beeinflussungsversuche zu wappnen.
Die Handelspsychologie versteht sich als praxisnahe Kunstlehre für verantwortungsvolles Unternehmer- und Managerverhalten, die situativ jeweils geeignete Hypothesen, Befunde oder Methoden der Psychologie zur Entscheidungsabsicherung heranzieht, keinesfalls jedoch als unkritische Anleitung zur Manipulation, d. h. zur Willensausschaltung von Marktpartnern. Daher schließt die Lehre von der Psychologie im Handel neben kognitiven und rechtlichen Grenzen immer auch ethische Grenzen in ihre Analysen mit ein. Mit dem Begriff Handelspsychologie soll prägnant zum Ausdruck gebracht werden, dass die Besonderheiten, die vielfältigen Erscheinungsformen wie die spezifischen und komplexen Entscheidungssituationen des Handelsbetriebs jeweils aus psychologischem Blickwinkel analysiert werden.

## Rezeption
Handelspsychologie wird zunehmend als Lehrfach angeboten, und zwar im Rahmen von Bachelor- oder Masterstudiengängen an deutschsprachigen Universitäten, Fachhochschulen und Berufsakademien, an denen das Fach Handelsmanagement (oder Handelsmarketing oder Marketing und Distribution oder Business Administration) vertreten ist, an US-amerikanischen Hochschulen vor allem im Rahmen von kombinierten Studiengängen „Bachelor of Commerce/Bachelor of Psychology“. Im weltweiten elektronischen Handel spielen psychologische Aspekte des Online-Verkaufs (the power of trading) eine erhebliche Rolle.